# Arcadian
Arcadian è un film del 2024 diretto da Benjamin Brewer.
Presentata in anteprima al South by Southwest l'11 marzo 2024, la pellicola è stata distribuita nei cinema degli Stati Uniti il 12 aprile successivo dalla RLJE Films.

## Trama
Nella scena iniziale, Paul fugge nel caos di quella che sembra essere la fine della civiltà, con le sirene che suonano e le esplosioni che echeggiano in sottofondo. Cerca rifugio in un luogo nascosto, cullando i suoi due neonati, rassicurandoli che saranno al sicuro. Quindici anni dopo, Paul e i suoi figli gemelli, Joseph e Thomas, vivono in una remota fattoria; trovano la tranquillità di giorno ma temono la notte. Una sera, scoppia il panico quando Thomas non torna a casa dalla vicina fattoria Rose mentre il sole inizia a tramontare. Alla fine arriva e durante la cena diventa evidente che tra i due fratelli è lui quello che corre più rischi, mentre Joseph appare più razionale cercando di trovare soluzioni diverse per migliorare la loro situazione oltre la semplice sopravvivenza.
Dopo cena chiudono le finestre e le porte prima di salire le scale. Successivamente sentono forti colpi alla porta, che cessano dopo tre tentativi. La mattina dopo trovano profondi graffi all'esterno della porta.
Paul convince Joseph a rivelare ciò a cui ha lavorato nella stalla, che risulta essere un quad fuoristrada dotato anche di verricello anteriore. Con l'aiuto di Paul, il motore riprende vita. Tutti e tre salgono sul veicolo e Paul insegna a Joseph come guidarlo.
Prima di tornare a casa, Paul ricorda ai ragazzi che devono completare i loro lavoretti. Thomas protesta dicendo che voleva andare alla fattoria Rose, dove ha segretamente una cotta per Charlotte, ma Paul insiste per restare a casa per aiutare.
Una volta che sono abbastanza lontani, Thomas decide di partire e chiede a Joseph di incontrarlo più tardi alla stalla per poter tornare a casa insieme. Tuttavia, Thomas viene distratto e quindi corre incautamente, cercando di tornare indietro in tempo. Inciampa e cade in una fessura, perdendo conoscenza in una grotta. Con l'avvicinarsi dell'oscurità, Paul si propone di trovarlo, scoprendolo infine nella grotta e decidendo che devono passare la notte lì per sicurezza.
Nel frattempo, a casa da solo, Joseph intrappola con successo uno degli intrusi, con l'intenzione di studiarlo in seguito. Nella grotta, Paul e Thomas respingono gli attacchi implacabili delle creature grazie a un esplosivo che ferisce gravemente Paul. La mattina dopo, Joseph va cercarli a bordo del quad e li trova. Mentre si chiede cosa fare con il loro padre privo di sensi, Thomas viene a sapere della creatura catturata e dice a Joseph che devono ucciderla, cosa che alla fine fanno. I ragazzi decidono quindi di portare il padre alla fattoria Rose, ma i genitori di Charlotte insistono nel non poter dare loro alcuna medicina, per risparmiarle, anche se permettono a Thomas di restare. Joseph torna quindi a casa con Paul.
Nel frattempo alla fattoria Rose, Thomas prega ed infine convince Charlotte a dagli la medicina e alla fine questa gliela consegna. Quindi Thomas si incammina al fine di portarla a suo padre, ma viene fermato quindi catturato sotto la minaccia di un fucile da un membro della fattoria che lo cattura accusandolo di aver rubato la medicina ma Thomas spiega e ribadisce vanamente più volte la verità e cioè che Charlotte gli aha dato la medicina, ma ora più membri della fattoria Rose lo legano e lo tengono e si apprestano a punirlo, forse addirittura a torturarlo dato che non gli credono.
Tornato a casa, Joseph scopre un buco nascosto che si sta formando sotto ad un tappeto, capendo finalmente perché le creature continuavano ad attaccarli ogni notte. Quindi inizia a preparare una trappola per ucciderle tutte.
Alla fattoria Rose, mentre Thomas sta per essere "punito" nel nome di una legge che non esiste più e per di più per qualcosa che non aveva fatto, le creature attaccano e uccidono tutti tranne Thomas e Charlotte, che scappano alla fattoria di Paul. Lì trovano Joseph, che spiega loro tutto, e si preparano per un'ultima resistenza.
Mentre le creature attaccano, Paul, sapendo che non sopravviverà, si sacrifica per guadagnare tempo in modo che i tre adolescenti possano nascondersi in un congelatore mentre la casa esplode.
Il giorno successivo, i tre partono in macchina per controllare in altre aziende agricole e trovare possibili sopravvissuti nella zona.

## Produzione
Nell'ottobre 2022 venne annunciato che Nicolas Cage avrebbe recitato nel film. A novembre, Jaeden Martell, Maxwell Jenkins e Sadie Soverall si sono uniti al cast.
Le riprese principali sono iniziate a Dublino, in Irlanda, nel novembre 2022. Nel febbraio 2023, è stato annunciato che le riprese erano terminate e che il film era in fase di post-produzione.

## Distribuzione
Arcadian è stato presentato in anteprima al SXSW l'11 marzo 2024.
La RLJE Films ha acquistato i diritti di distribuzione del film per il Nord America, il Regno Unito e l'Irlanda, programmando l'uscita nelle sale per il 12 aprile 2024, seguita da un'uscita in streaming nel corso dell'anno su Shudder e AMC+.

## Accoglienza

### Incassi
Il film ha incassato poco più di un milione di dollari.

### Critica
Sull'aggregatore di recensioni Rotten Tomatoes ha un indice di gradimento del 78%, con un voto medio di 6,4 su 10 basato su 117 recensioni; su Metacritic 23 critici gli assegnano un voto medio di 57 su 100.